# Bob Baker
Pour les articles homonymes, voir Baker.
Robert John Baker, dit Bob Baker est un scénariste britannique né le 26 juillet 1939 à Bristol et mort le 3 novembre 2021. 
Il est principalement connu pour avoir écrit pour des scénarios pour la télévision et le cinéma britannique, notamment pour la série Doctor Who ainsi que pour le film d'animation Wallace et Gromit.

## Carrière
Formant un partenariat durant onze ans avec le scénariste Dave Martin, ils seront connus au sein de la BBC sous le surnom des « Bristol Boys »(« les garçons de Bristol »). Entre 1971 et 1978, ils seront les co-auteurs de huit épisodes de la série de science-fiction Doctor Who. À eux deux, ils seront les créateurs de différents personnages de la série, comme le chien robot K-9 ou le seigneur du temps dément, Oméga. Ils écrivent aussi pour les séries de science-fiction Sky (1975) et Into the Labyrinth (1981). En 1979, Bob Baker écrira toutefois seul l'épisode Nightmare of Eden. 
Après son travail sur la série Doctor Who, il écrit des scripts pour les séries Shoestring et Bergerac. Il est aussi depuis 1993 le co-auteur avec Nick Park des scénarios des épisodes du dessin animé d'animation Wallace et Gromit. D'ailleurs, dans l'épisode Sacré Pétrin, un personnage (Baker Bob) est nommé d'après lui.
En 2006, il commence à travailler pour une série mettant en scène le personnage de K-9. Produite pour la chaine australienne Network Ten, la série, simplement nommée K-9, ne durera que le temps d'une saison de 2009 à 2010.
Assez attaché à la série Doctor Who, il acceptera de commenter certains de ses épisodes lors de la sortie des éditions DVD. Dans l'édition de Nightmare of Eden en 2012, il avoue avoir contacté Russell T Davies en 2005 afin d'écrire des épisodes pour le retour de Doctor Who mais s'est rendu compte que les anciens scénaristes n'étaient pas très en vogue.
Bob Baker habite à Stroud dans le Gloucestershire.

## Filmographie sélective (en tant que scénariste)
- 1971 : Doctor Who (série télévisée) : (épisode « The Claws of Axos »)
- 1972 : Doctor Who (série télévisée) : (épisode « The Mutants »)
- 1973 : Doctor Who (série télévisée) : (épisode « The Three Doctors »)
- 1975 : Doctor Who (série télévisée) : (épisode « The Sontaran Experiment »)
- 1976 : Doctor Who (série télévisée) : (épisode « The Hand of Fear »)
- 1977 : Doctor Who (série télévisée) : (épisode « The Invisible Enemy »)
- 1978 : Doctor Who (série télévisée) : (épisode « Underworld »)
- 1979 : Doctor Who (série télévisée) : (épisode « The Armageddon Factor »)
- 1979 : Doctor Who (série télévisée) : (épisode « Nightmare of Eden »)
- 1993 : Un mauvais pantalon (court métrage)
- 1995 : Rasé de près (court métrage)
- 2005 : Wallace et Gromit : Le Mystère du lapin-garou (film)
- 2008 : Sacré Pétrin (court métrage)
- 2009 : K-9 (série télévisée)